# FIA-Zaun
Ein FIA-Zaun ist ein entsprechend dem Reglement der FIA errichtetes Absperrelement an Motorsport-Rennstrecken, das dahinter postierte Personen vor Teilen schützen soll, die bei Kollisionen herumfliegen. Normalerweise befindet er sich an beiden Seiten der Rennstrecke, oberhalb der (drei- oder vierfachen) Leitplanken und eventuell vorhandener Energieabsorber, wie Reifenstapel. Er besteht aus einem groben Maschendraht-Geflecht und mehreren waagerecht verlaufenden Stahlseilen in 25 bis 50 cm Abstand. Typischerweise sind die Drahtseile nicht straff gespannt. Die Gesamthöhe beträgt 280 bis 450 cm. Wenn eine Auskragung vorhanden ist, zeigt sie zur Rennstrecke.
Im Idealfall verhindert der FIA-Zaun in Verbindung mit den Leitplanken ein Verlassen der Rennstrecke auch von ganzen Fahrzeugen. Bei ungünstigen Verhältnissen wie stumpfer Aufprallwinkel und hoher Geschwindigkeit können die Stützen den auftretenden Kräften nicht standhalten und knicken ab.
Da der FIA-Zaun durch die waagerechten Stahlseile leicht zu überklettern ist, muss auf Publikumsseite ein Zuschauerrückhaltesystem angebracht sein.